# یادبود تاننبرگ
یادبود تاننبرگ یادبودی بزرگ و آلمانی برای سربازان کشته شده در نبرد تاننبرگ در ۱۹۱۴ بود. این نبرد اسم خود را از نبرد تاننبرگ (۱۴۱۰) در قرون وسطی گرفته‌است. فرماندهٔ پیروز نبرد پاول فون هیندنبورگ بود که تبدیل به یک قهرمان شد و به مقام ریاست جمهوری آلمان رسید.
معماران این یادبود برادران یوهانس و والتر کروگر از برلین بودند. یادبود در سال ۱۹۲۷ توسط جمهوری وایمار در نزدیکی هوهنشتن (اولزتینک در لهستان) ساخته شده بود. طرح هشت وجهٔ آن به همراه برج‌ها، یادآور قلعهٔ دل مونتهٔ فریدریش دوم، امپراتور مقدس روم بود.
در سال ۱۹۳۴ زمانی که رئیس‌جمهور آلمان پاول فون هیندنبورگ درگذشت، تابوت وی و همسرش که در دههٔ ۱۹۲۰ میلادی درگذشته بود در آنجا قرار داده شد. هیتلر دستور داد تا یادبود را از نو طراحی کنند. در ۱۹۴۵ در حالی که نیروهای شوروی در پروس شرقی پیشروی می‌کردند هیتلر دستور داد تا تابوت هیندنبرگ را به ماربورگ منتقل کنند تا از گزند روس‌ها در امان بماند. یادبود تننبرگ تخریب شد و لهستان بقایای آن را از بین برد.